# Molekulární hodiny
Molekulární hodiny je metoda využívaná v molekulární biologii a evolučních vědách, která je založena na předpokladu, že míra mutací v DNA či v proteinu je za určitý čas přibližně konstantní. Díky tomu je možné odhadnout evoluční vzdálenost, zpravidla mezi dvěma druhy. Mutace v kódující DNA se odráží v odlišné stavbě aminokyselin, situace je však zkomplikována tím, že ne všechny mutace se projeví na stavbě proteinu (tzv. tiché mutace). Kromě toho tato metoda naráží na fakt, že mutační rychlost je zřejmě velice proměnlivá a závislá na okolnostech. Výsledky tak mohou být systematicky odchýleny.

## Omezení
Tvrzení, že mutační rychlost (počet substitucí za časovou jednotku) je konstantní, je nutné brát s rezervou. Obvykle se uvádí, že daná aminokyselina v proteinu se za časové období rok změní s pravděpodobností 10−9. U různých proteinů se však toto liší: zatímco u fibrinopeptidů zřejmě došlo za milion let k 90 substitucím, u histonu 4 (H4) je toto číslo za stejné období pouhých 0,04. Liší se tedy mutační rychlost u jednotlivých genů. Mimo to však byly vypozorovány rozdíly i v mutační rychlosti genomů jednotlivých organizmů: u octomilky je asi 5-10× vyšší, než u obratlovců. Mezi savci je vysoká mutační rychlost u hlodavců, nižší u kopytníků a nejnižší např. u primátů. Míra mutací se může dočasně zvýšit, je-li gen nový či v nedávné době zduplikovaný.

## Paradox molekulárních hodin
Přestože většina mutací vzniká při replikaci DNA, není míra mutací závislá na generační době. Je tomu tak proto, že čím kratší generační dobu druh má, tím lépe se fixuje v populaci.
Například slon má mnohem delší generační dobu, než myš, proto se přizpůsobuje na rozmanitější podmínky (prostředí kolem něj se rychleji mění). Díky tomu se v populaci slonů snadněji fixují výhodné mutace (alely). Tím se rychleji tvoří reprodukční bariéry a ve fosilním záznamu tak vidíme slona se přeměňovat rychleji v poměru s generační dobou. Metoda molekulárních hodin je však stále aplikovatelná.

## Využití
Díky kalibraci molekulárních hodin (např. pomocí fosilií) bylo odhadnuto, že eukaryotická buňka vznikla před 2 miliardami let a že rozdělení vývojové větve rostlin a živočichů proběhlo před přibližně 1 miliardou let. Tyto údaje je nutné brát s rezervou.